# McLaren MCL35M
De McLaren MCL35M is een Formule 1-auto die gebruikt werd door het Formule 1-team van McLaren in het seizoen 2021. De auto is de opvolger van de McLaren MCL35. De MCL35M rijdt met een motor van Mercedes.

## Resultaten
| Kleur  | Resultaat                              |
| ------ | -------------------------------------- |
| Goud   | Winnaar                                |
| Zilver | Tweede plaats                          |
| Brons  | Derde plaats                           |
| Groen  | Gefinisht (punten behaald)             |
| Blauw  | Gefinisht (geen punten behaald)        |
| Blauw  | Niet geklasseerd (NC)                  |
| Paars  | Uitgevallen (DNF)                      |
| Rood   | Niet gekwalificeerd (DNQ)              |
| Zwart  | Gediskwalificeerd (DSQ)                |
| Wit    | Niet gestart (DNS)                     |
| Blanco | Gewond (INJ)                           |
| Blanco | Uitgesloten (EX)                       |
| Blanco | Teruggetrokken (WD) / Niet deelgenomen |
| P      | Poleposition                           |
| S      | Snelste ronde                          |

| Jaar | Chassis en banden | Motor               | Coureurs         | 1   | 2   | 3   | 4   | 5   | 6   | 7   | 8   | 9   | 10  | 11  | 12   | 13  | 14   | 15  | 16  | 17  | 18  | 19  | 20  | 21  | 22  | Punten | WK-plaats |
| ---- | ----------------- | ------------------- | ---------------- | --- | --- | --- | --- | --- | --- | --- | --- | --- | --- | --- | ---- | --- | ---- | --- | --- | --- | --- | --- | --- | --- | --- | ------ | --------- |
| 2021 | MCL35M P          | Mercedes-AMG F1 M12 |                  | BHR | EMI | POR | SPA | MON | AZE | FRA | STI | OOS | GBR | HON | BEL‡ | NED | ITA  | RUS | TUR | VST | MXS | SAP | QAT | SAR | ABU | 275    | 4e        |
| 2021 | MCL35M P          | Mercedes-AMG F1 M12 | Daniel Ricciardo | 7   | 6   | 9   | 6   | 12  | 9   | 6   | 13  | 7   | 5   | 11  | 4    | 11  | *31S | 4   | 13  | 5   | 12  | DNF | 12  | 5   | 12  | 275    | 4e        |
| 2021 | MCL35M P          | Mercedes-AMG F1 M12 | Lando Norris     | 4   | 3   | 5   | 8   | 3   | 5   | 5   | 5   | 3   | 4   | DNF | 14   | 10  | 2    | 7PS | 7   | 8   | 10  | 10  | 9   | 10  | 7   | 275    | 4e        |

- *3 Derde in de sprintkwalificatie.
- ‡ Halve punten werden toegekend tijdens de GP van België omdat er minder dan 75% van de wedstrijd was afgelegd door hevige regenval.